# Parti Crédit social de la Saskatchewan
Le Parti Crédit social de la Saskatchewan (Social Credit Party of Saskatchewan) était un parti politique actif au niveau provincial en Saskatchewan (Canada) qui a prôné les théories économiques du crédit social des années 1930 jusque dans les années 1960.
Le parti participe à sa première élection lors de l'élection générale de 1938 et remporte 15,90 % des voix. À cause du scrutin uninominal majoritaire à un tour utilisé en Saskatchewan, ainsi que partout ailleurs au Canada, selon le modèle parlementaire britannique, seuls deux candidats créditistes sur 40 sont élus à l'Assemblée législative de la province.
Lors de l'élection suivante en 1944, le Crédit social s'effondre. Le parti ne présente qu'un seul candidat, et ne remporte que 249 voix (0,06 % du vote populaire provincial). Il se reprend partiellement lors de l'élection de 1948, présentant 36 candidats et récoltant 8,09 % des voix.
Lors de l'élection générale de 1956, le Crédit social présente des candidats dans chacun des 53 circonscriptions, et remporte 21,48 % des voix. Toutefois, il ne fait élire que 3 députés.
Sa part des voix tombe à 12,35 % lors de l'élection de 1960. Le parti présente quelques candidats lors des deux élections subséquentes (1964 et 1967), mais il ne réussit pas à prendre plus de 0,45 % des voix et ne fait élire aucun député.
Le parti cesse de participer aux élections après 1967 et fusionne officiellement avec le Parti progressiste-conservateur dans les années 1970.

## Élections provinciales
| Élection | Votes   | %     | Sièges | +/–           | Rang | Gouvernement        |
| -------- | ------- | ----- | ------ | ------------- | ---- | ------------------- |
| 1938     | 70 084  | 15,90 | 2 / 52 |               | 3e   | Opposition          |
| 1944     | 249     | 0,06  | 0 / 52 | 2             | 6e   | Extra-parlementaire |
| 1948     | 40 268  | 8,09  | 0 / 52 | en stagnation | 5e   | Extra-parlementaire |
| 1952     | 21 045  | 3,90  | 0 / 53 | en stagnation | 3e   | Extra-parlementaire |
| 1956     | 118 491 | 21,48 | 3 / 53 | 3             | 3e   | Opposition          |
| 1960     | 83 895  | 12,35 | 0 / 54 | 3             | 4e   | Extra-parlementaire |
| 1964     | 2 621   | 0,39  | 0 / 58 | en stagnation | 4e   | Extra-parlementaire |
| 1967     | 1 296   | 0,30  | 0 / 59 | en stagnation | 4e   | Extra-parlementaire |

## Source
- (en) Cet article est partiellement ou en totalité issu de l’article de Wikipédia en anglais intitulé « Social Credit Party of Saskatchewan » (voir la liste des auteurs).